# Interstate 580
A Interstate 580 (abreviada I-580) é uma rodovia interestadual auxiliar localizada no norte da Califórnia. A rodovia começa a oeste da U. S Route 101 em São Rafael em direção ao leste na I-5 perto de Tracy. A rodovia possui a extensão de 121,5 km.
Uma parte da I-580 é chamada de MacArthur Freeway, em homenagem ao General Douglas MacArthur. Outras partes são chamadas de John T. Knox Freeway, Eastshore Freeway (devido à sua localização na baía de São Francisco), Arthur H. Breed Jr. Freeway, a William Elton "Brownie" Brown Freeway (um residente de Tracy que foi fundamental para determinar a rota da I-5 através do vale de San Joaquin), o sargento Daniel Sakai Memorial Highway (depois que o residente de Castro Valley e o oficial da SWAT de Oakland morreram nos tiroteios de 2009 contra policiais de Oakland) e a John P. Miller Memorial Highway (depois que o residente de Lodi e o policial da patrulha rodoviária da Califórnia morreram enquanto perseguiam um motorista sob efeito de drogas).

## Manutenção
Assim como as rodovias estaduais e federais, a Interestadual 580 é administrada e mantida pelo Departamento de Transporte da Califórnia (Caltrans).